# El Horcajo
El Horcajo es una localidad perteneciente al municipio de Lumbreras de Cameros (La Rioja, España). 

## Geografía
El Horcajo se encuentra enclavado en la Sierra Cebollera a 1296 m s. n. m. Es la población situada a mayor altitud de la comunidad autónoma. Se comunica con Lumbreras de Cameros a través de una pista asfaltada de 3 km.

## Demografía
El Horcajo contaba a 1 de enero de 2010 con una población de 4 habitantes, 2 hombres y 2 mujeres.
| Gráfica de evolución demográfica de El Horcajo entre 2001 y 2010                                 |
|                                                                                                  |
| Población de derecho (2001-2010) según los censos de población del INE a 1 de enero de cada año. |

## Lugares de interés

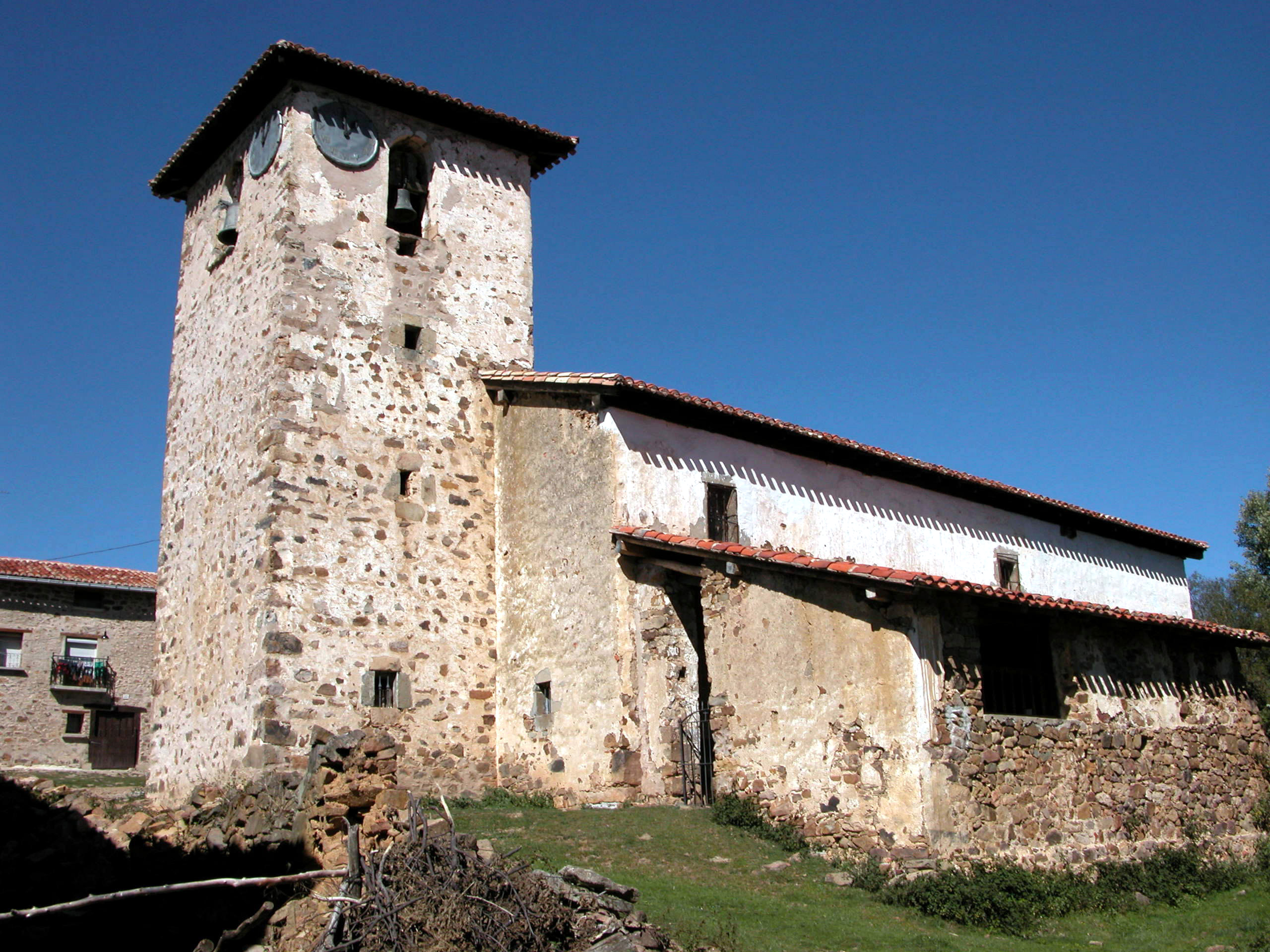
Iglesia de San Juan Bautista.

### Edificios religiosos
- Iglesia de San Juan Bautista. Barroca del siglo XVII. Recientemente, al realizar una obras de restauración, quedó al descubierto un conjunto de pinturas murales de los siglos XVII y XVIII.

## Personajes ilustres
- Manuel Martínez-Pérez y Codés (1804-1881), primer marqués del Romeral, empresario y político. Fue diputado en Cortes y senador del Reino, concediéndole el rey Amadeo I el título de marqués.[2][3]
- Lorenzo de Codés y García (1833-1907), tercer marqués del Romeral, empresario y político. Fue diputado provincial, presidente de la Diputación Provincial de Logroño, diputado en Cortes y presidente del Partido Liberal en la provincia de Logroño.[4]